# Мідленд (Меріленд)
Мідленд (англ. Midland) — місто (англ. town) в США, в окрузі Аллегені штату Меріленд. Населення — 488 осіб (2020).

## Географія
Мідленд розташований за координатами 39°35′22″ пн. ш. 78°56′53″ зх. д. / 39.58944° пн. ш. 78.94806° зх. д. (39.589355, -78.948066).  За даними Бюро перепису населення США в 2010 році місто мало площу 0,50 км², уся площа — суходіл. В 2017 році площа становила 0,41 км², уся площа — суходіл.

## Демографія
Згідно з переписом 2010 року, у місті мешкало 446 осіб у 189 домогосподарствах у складі 117 родин. Густота населення становила 891 особа/км².  Було 214 помешкання (427/км²).
Расовий склад населення:
| - 98,4 % — білих - 0,2 % — чорних або афроамериканців |

До двох чи більше рас належало 0,9 %. Частка іспаномовних становила 0,9 % від усіх жителів.
За віковим діапазоном населення розподілялося таким чином: 19,1 % — особи молодші 18 років, 60,9 % — особи у віці 18—64 років, 20,0 % — особи у віці 65 років та старші. Медіана віку мешканця становила 43,3 року. На 100 осіб жіночої статі у місті припадало 101,8 чоловіків;  на 100 жінок у віці від 18 років та старших — 100,6 чоловіків також старших 18 років.
Середній дохід на одне домашнє господарство  становив 50 594 долари США (медіана — 40 500), а середній дохід на одну сім'ю — 62 635 доларів (медіана — 62 813). Медіана доходів становила 31 429 доларів для чоловіків та 35 375 доларів для жінок. За межею бідності перебувало 20,1 % осіб, у тому числі 39,6 % дітей у віці до 18 років та 11,2 % осіб у віці 65 років та старших.
Цивільне працевлаштоване населення становило 301 осіб. Основні галузі зайнятості: роздрібна торгівля — 19,9 %, освіта, охорона здоров'я та соціальна допомога — 16,6 %, будівництво — 11,6 %, мистецтво, розваги та відпочинок — 11,3 %.